# Beacon Street
Die Beacon Street ist eine 10,3 mi (16,6 km) lange Straße im Bundesstaat Massachusetts der Vereinigten Staaten. Sie führt in östlicher Richtung von der Route 16 in Newton über Brighton und Brookline vorbei am Kenmore Square bis zur Einmündung auf die Tremont Street bzw. School Street in Boston.

## Streckenverlauf
Die Streckenführung beginnt in Newton an der Massachusetts Route 16 in unmittelbarer Nähe der Interstate 95 bzw. Massachusetts Route 128. Von dort führt die Straße ostwärts durch Waban und Newton vorbei am Boston College, entlang des Ufers des Chestnut Hill Reservoirs und ab dort als durch einen Mittelstreifen geteilte Straße entlang der Gleise der Green Line vorbei am Fenway Park bis zum Kenmore Square. Die Strecke verläuft von hier aus als schmalere Straße durch den Stadtteil Back Bay und wird ab dem Massachusetts State House zur Einbahnstraße, die schließlich an der Kreuzung zur Tremont Street / School Street in der Nähe des Granary Burying Ground endet. 
Der Abschnitt vom Kenmore Square bis zur Massachusetts Route 28 ist dabei als Einbahnstraße in westlicher Fahrtrichtung ausgelegt; Kraftverkehr in östlicher Fahrtrichtung muss die etwas weiter südlich weitgehend parallel verlaufende Commonwealth Avenue und ab dem Boston Public Garden die Boylston Street nutzen.

## Rezeption
- Das Buch Make Way for Ducklings von Robert McCloskey aus dem Jahr 1941 handelt von einer Entenmutter, die ihre acht Jungen mit Hilfe von vier Polizisten des Boston Police Department über die Beacon Street führt.
- Die Jugendbuchserie Beacon Street Girls spielt rund um die Beacon Street in Brookline.
- Auf dem Album Lone Star State of Mind von Nanci Griffith aus dem Jahr 1987 gibt es ein Lied namens Beacon Street.
- Die Beacon Street ist der Standort der fiktionalen „Beacon Street Pizza“ in der ersten Staffel von Ein Trio zum Anbeißen.
- Die 1966 in Boston gegründete Band Beacon Street Union benannte sich nach der Beacon Street.